# بوني كانيون إنك
بوني كانيون إنك، هي شركة يابانية لإنتاج الأفلام والصوتيات والألعاب فيديو الإلكترونية، أسست سنة 1966م ومقرها في بلدة ميناتو التابعة للعاصمة اليابانية طوكيو.